# Hybomitra nitidifrons
Hybomitra nitidifrons är en tvåvingeart som först beskrevs av Szilady 1914.  Hybomitra nitidifrons ingår i släktet Hybomitra och familjen bromsar. Arten är reproducerande i Sverige. Inga underarter finns listade i Catalogue of Life.